# نظریه اچ‌اس‌ای‌بی

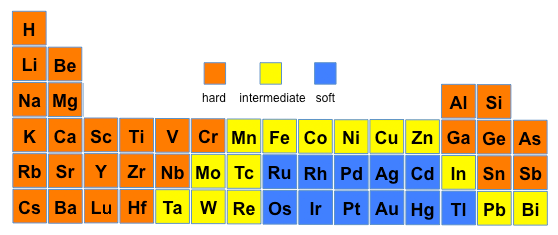
جدول دوره‌ای نشان‌دهندهٔ اسیدهای سخت و نرم

نظریه اچ‌اس‌ای‌بی (به انگلیسی: HSAB theory) (که با نام نظریه اسید و باز پیرسون نیز شناخته می‌شود) مخففی از کلمات «اسیدها و بازهای سخت و نرم» (به انگلیسی: hard and soft acids and bases) است. رالف جی. پیرسون شیمی‌دان آمریکایی این مفهوم را برای اولین بار در اوایل سال ۱۹۶۰ با اقدامی برای یکپارچه‌ساختن رابطه‌های شیمی معدنی و آلی، انتشار یافت. مفهوم HSAB در بسیاری از عرصه‌های شیمی مورد استفاده قرار می‌گیرد؛ برای مثال به‌منظور برآورد کردن ثبات پیوندهای شیمیایی و واکنش‌های آنها.
نظریه HSAB در پیش‌بینی نتایج واکنش‌های متاتیزی مفید است. به تازگی نشان داده‌شده‌است که حتی حساسیت و عملکرد مواد منفجره را می‌توان بر اساس نظریه HSAB توضیح داد.